# PT-109

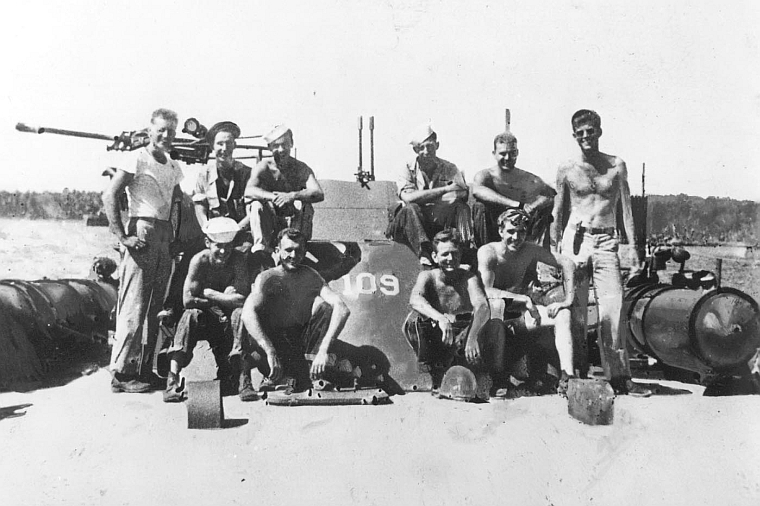
Tripulação da PT-109. John F. Kennedy é o primeiro a direita.

PT-109 foi um barco torpedeiro da Marinha dos Estados Unidos.

## História

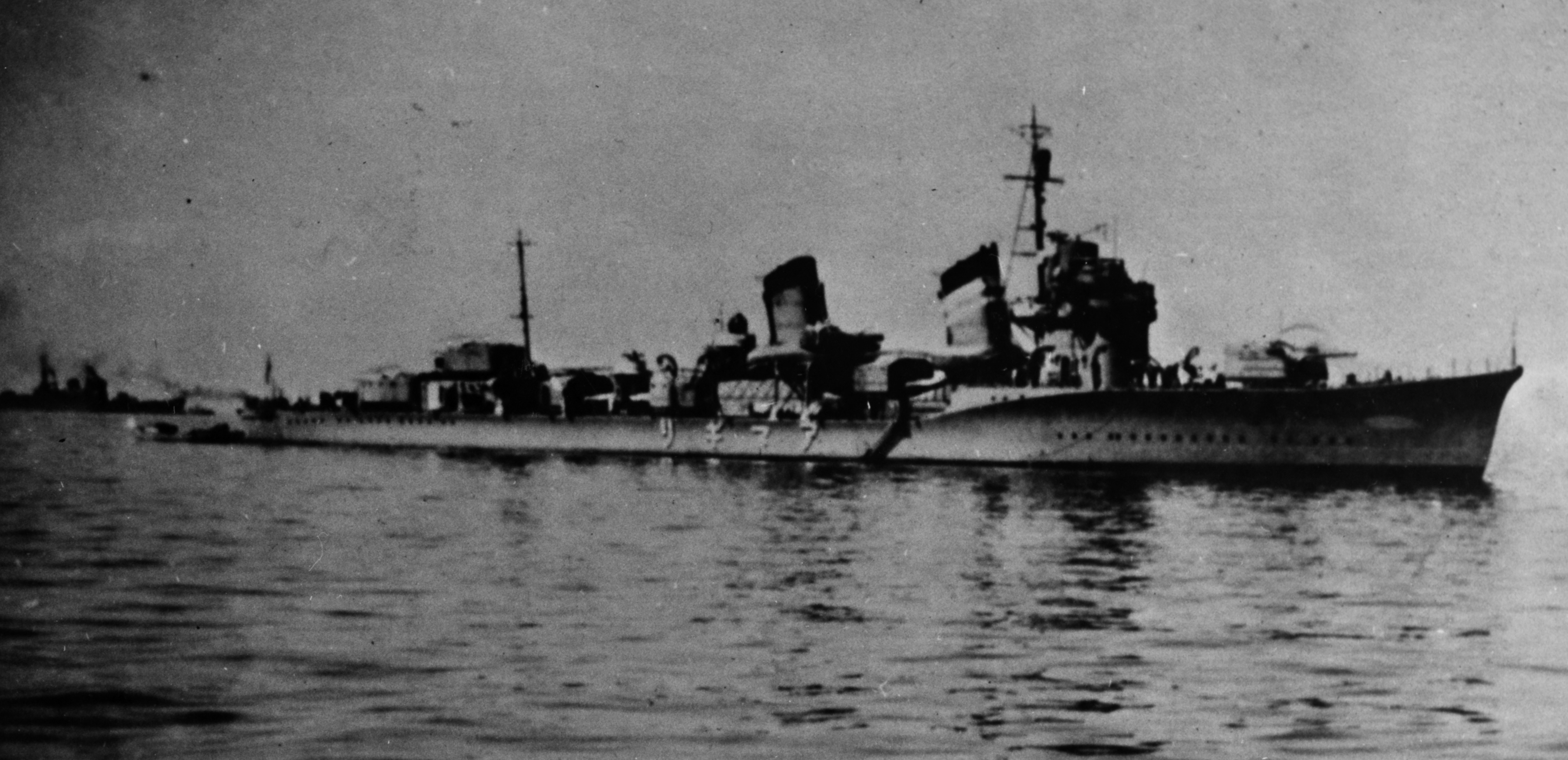
Contratorpedeiro Amagiri responsável pelo afundamento do PT-109.

Lançado ao mar em março de 1942, foi afundado em 2 de agosto de 1943, durante a Segunda Guerra Mundial, no teatro de Operações do Pacífico. A ação aconteceu no estreito de Blackett  nas Ilhas Salomão. O barco torpedeiro foi abalroado pelo contratorpedeiro Amagiri da Marinha Imperial Japonesa, que também foi avariado com a colisão.
Era seu comandante John F. Kennedy (1917-1963), que mais tarde se tornou o 35° presidente dos Estados Unidos da América.